# Jacques-Léopold de La Tour d'Auvergne
Pour les autres membres de la famille, voir Maison de La Tour d'Auvergne.
Jacques-Léopold-Charles Godefroy de La Tour d'Auvergne, né le 15 janvier 1746 et mort le 7 février 1802, est un membre de la Maison de La Tour d'Auvergne, ducs souverains de Bouillon. Il est le dernier duc de Bouillon à la mort de son père en 1792.

## Biographie
Dernier fils survivant des quatre fils de Godefroy de La Tour d'Auvergne (1728-1792) et de Louise de Lorraine (1718-1788), prince et princesse de Turenne. Il naît le 15 janvier 1746. À partir de 1771, date de la mort de son grand-père, Jacques Léopold reçoit le titre de « prince de Turenne » en tant qu'héritier du duché de Bouillon. Il est le cousin d'Henri Louis de Rohan, prince de Guéméné, qui fait scandale avec sa banqueroute.
Il épouse Marie-Hedwige de Hesse-Rheinfels-Rotenbourg, petite-fille d'Ernest-Léopold de Hesse-Rheinfels-Rotenburg et de la comtesse Éléonore de Loewenstein-Wertheim, à Carlsbourg le 17 juillet 1766, mais le couple n'aura pas d'enfants.
Infirme, il vit au château de Navarre, la propriété de son père en Normandie, avant la Révolution française et lui succède à sa mort en 1792, bien que Godefroy ait désigné Philippe d'Auvergne (1754-1816) pour lui succéder. Avec la chute de l'Ancien Régime, le duché de Bouillon est envahi en 1794 et intégré à la France en octobre 1795. Il est alors connu sous le nom de « citoyen Léopold La Tour d'Auvergne ». En 1800 cependant, il récupère son duché mais doit éponger des dettes de 3 millions de livres.
Jacques est le dernier duc de Bouillon (cependant son rival Philippe Dauvergne/d'Auvergne s'est proclamé duc en 1792, et l'a été de facto à Bouillon en 1814-1815), et lors du congrès de Vienne qui met fin aux guerres napoléoniennes, le duché est absorbé dans le Grand-Duché de Luxembourg. Les princes de Guéméné réclament le duché de Bouillon en raison du mariage de Marie-Louise et de Jules de Rohan-Guéméné.

### Titres
- 15 janvier 1746 - 24 octobre 1771 : Son Altesse le prince de Bouillon.
- 24 octobre 1771 - 3 décembre 1792 : Son Altesse le prince de Turenne.
- 3 décembre 1792 - 7 février 1802 : Son Altesse le duc de Bouillon.